# 久地バスストップ

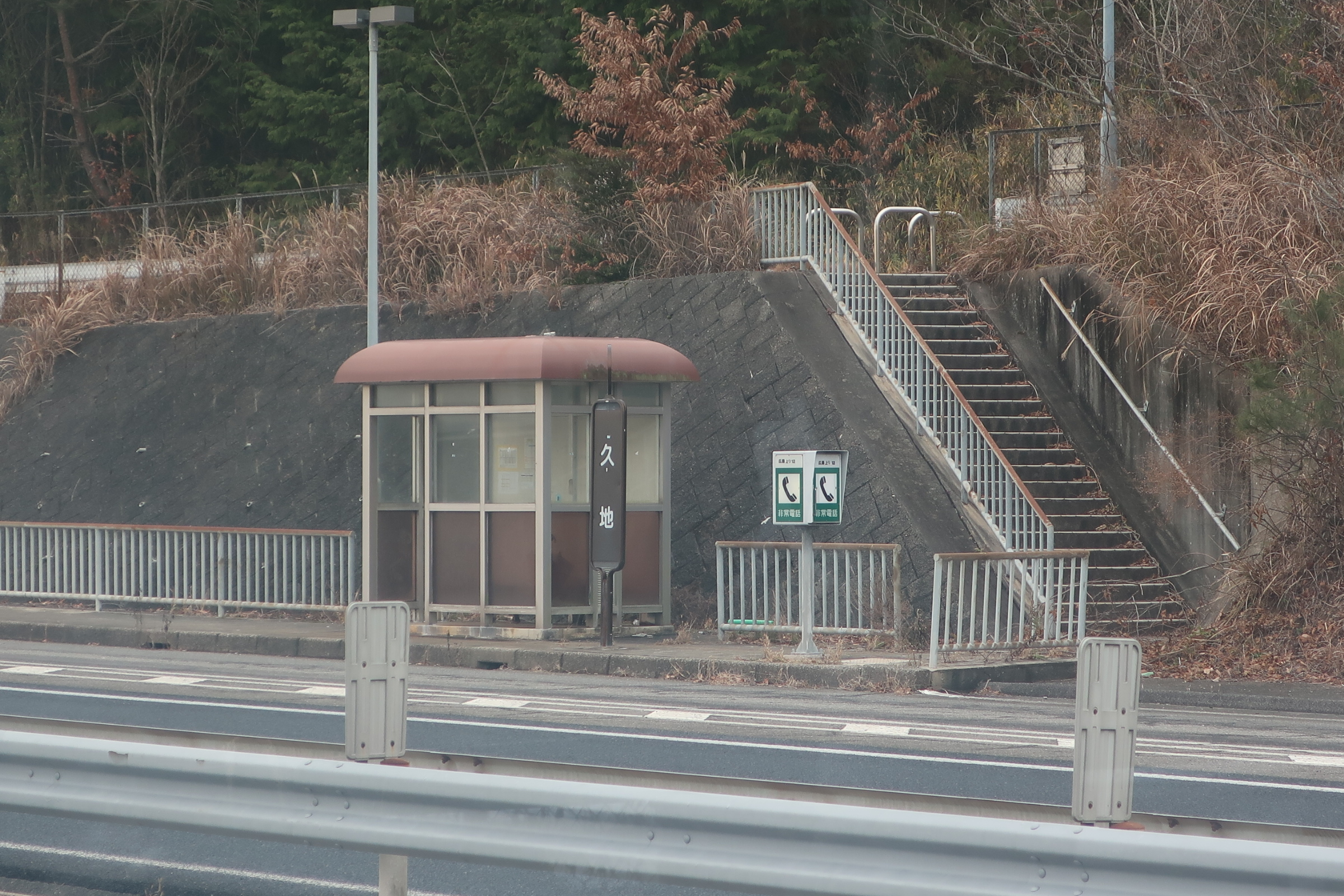
上り線側の待合室（2020年12月）

久地バスストップ（くちバスストップ）は、広島県広島市安佐北区安佐町大字久地の広島自動車道上にあるバス停。
久地パーキングエリアとは場所が異なる（PAから1.2km広島寄りにある）。

## 停車する路線
| 路線番号・愛称  | 運行会社            | 行先・備考                                                                   |
| --------------- | ------------------- | ---------------------------------------------------------------------------- |
| 三次・庄原線    | 広島電鉄 備北交通   | 一部の便のみ停車 三次駅・庄原BC                                              |
| 75 高速三段峡線 | 広島電鉄            | 戸河内IC・三段峡                                                             |
| いさりび号      | 中国JRバス 石見交通 | 大朝IC・浜田駅                                                               |
| 新広益線        | 石見交通            | 2024年6月16日より全便運休 戸河内IC・美都総合支所入口・石見交通本社前・益田駅 |

| 路線番号・愛称   | 運行会社            | 行先・備考                                                       |
| ---------------- | ------------------- | ---------------------------------------------------------------- |
| 三次・庄原線     | 広島電鉄 備北交通   | 中筋駅・新白島駅・広島BC・広島駅新幹線口（北口）                 |
| 三次・庄原線     | 広島電鉄 備北交通   | 一部の便のみ停車 大塚駅・広島BC・広島駅新幹線口（北口）          |
| 75K 高速三段峡線 | 広島電鉄            | 古市駅・横川駅・広島BC                                           |
| いさりび号       | 中国JRバス 石見交通 | 大塚駅・広島BC・広島駅新幹線口（北口）                           |
| 新広益線         | 石見交通            | 2024年6月16日より全便運休 中筋駅・広島BC・広島駅新幹線口（北口） |

かつては、広島 - 松江を結ぶグランドアロー号の一部も停車していたが，2015年7月31日以降通過となった。
バスストップ周辺にフォーブル久地線・戸山線、広電バスの64広島バスセンター行きバスの「久地境原」バス停・「幸の神」バス停がある。

## 隣
E74 広島自動車道
(2)広島西風新都IC - 久地BS - 久地PA - (1)広島北IC

## 位置情報
- 北緯34度29分22.3秒 東経132度23分46.1秒 / 北緯34.489528度 東経132.396139度
- 祇園［北西］ - 地理院地図
- 久地バスストップ - Google マップ